# 2000's X Siempre
El 2000's X Siempre (pronunciado Dos miles por siempre) es una gira musical en México producida por BOBO Producciones que reúne a múltiples artistas que interpretan temas musicales de las diversas telenovelas infantiles y juveniles realizadas en las décadas de los 90's y 2000's.
La gira dio inicio el 12 de octubre de 2023 en el Pepsi Center, y se han presentado en diversos recintos de la República Mexicana, incluyendo la Arena Monterrey y la Arena Ciudad de México. 

## Antecedentes
BOBO Producciones lanzó en 2017 el concepto musical titulado 90's Pop Tour, que reúne a múltiples artistas que dominaron la escena del pop en Latinoamérica durante los años 90. Eventualmente, surgió el proyecto paralelo 2000's Pop Tour, una idea similar pero enfocada en la música de la siguiente década.
El 11 de julio de 2023, a través de las redes sociales del 2000's Pop Tour, se anunció una sorpresa para el día siguiente utilizando el hashtag #2000sXSiempre y un video que mostraba las entradas de telenovelas infantiles de los años 2000. De este proyecto nació 2000's X Siempre, que se presentó inicialmente en Ciudad de México como invitados especiales junto con La Nueva Banda y luego se expandió a Monterrey y Guadalajara.
En los días siguientes, se confirmó el elenco que participaría en los conciertos de Ciudad de México y Monterrey en agosto de 2023, y en el de Guadalajara en noviembre: Martín Ricca, Naidelyn Navarrete, Grisel Margarita, Daniela Aedo, Roberto Marín, Ramiro Torres, Martha Sabrina, Fabián Chávez, Violeta Isfel, Daniela Ibáñez y Nashla, todos ellos representando las telenovelas Amigos x siempre, Aventuras en el tiempo, Carita de ángel, Cómplices al rescate y Atrévete a soñar. Además, se confirmó la participación de La Nueva Banda, conformada por Brissia Mayagoitia, Tayde Rodzel, Lalo Brito, Gaby Sánchez, Fernanda Arozqueta y Yurem Rojas, quien fue el último en incorporarse. El 31 de julio de 2023, se anunció la inclusión de Daniela Luján, quien protagonizó con Martín Ricca las telenovelas El diario de Daniela y Cómplices al rescate.
El 5 de agosto de 2023, se anunció la gira 2000's X Siempre como un proyecto independiente al 2000's Pop Tour, con una fecha de inicio tentativa del 15 de marzo de 2024. Sin embargo, el 10 de agosto de 2023, se adelantó la fecha de inicio al 12 de octubre, arrancando oficialmente en el Pepsi Center de la Ciudad de México, y ese mismo día se confirmó la participación de Daniela Luján en la gira.
El 11 de agosto de 2023, se confirmó la participación de Miguel Martínez, actor de las telenovelas Alegrijes y rebujos, Misión S.O.S. y Atrévete a soñar. El 12 de agosto de 2023, se confirmó la participación de Roberto Carlo, actor de Atrevete a soñar. El 21 de agosto de 2023, se anunció la participación de Roxana Puente, actriz de Atrevete a soñar, en la fecha de Monterrey,  y el 22 de septiembre de 2023 se confirmó su participación en la gira.
Aunque Belinda, quien protagonizó varias telenovelas infantiles, fue invitada en el 2000's Pop Tour, no participó en este proyecto, presentándose como solista independiente del resto del elenco, aunque tuvo un reencuentro con sus compañeros tras bambalinas.

## Elenco
El 2000's X Siempre está integrado por varios actores y cantantes que protagonizaran las telenovelas infantiles de la barra conocida en su momento como Televisa Niños, así como los programas de concurso Código F.A.M.A. y Buscando a Timbiriche: La Nueva Banda. Aunque a cada artista se le acredita de manera independiente, en la práctica suelen asociarse a aquellos que colaboraron en un proyecto en común, tanto para los números musicales como para la promoción en redes sociales.
- Martín Ricca (El Diario de Daniela, Amigos por Siempre, Cómplices al Rescate, CLAP, El Lugar de Tus Sueños)
- Daniela Luján (Luz Clarita, El Diario de Daniela, Primer Amor A 1000 X Hora, Cómplices al Rescate)
- Daniela Aedo (Carita de Ángel, ¡Vivan los Niños!)
- Fabián Chávez (Cómplices al Rescate, Código F.A.M.A.)
- Naydelin Navarrete (Una Luz en el Camino, Amigos por Siempre, Aventuras en el Tiempo, Navidad Sin Fin, Cómplices al Rescate, Misión S.O.S.)
- Grisel Margarita (Amigos por Siempre, Cómplices al Rescate, Amy, la Niña de la Mochila Azul, Rebelde)
- Roberto Marín (Una Luz en el Camino, Aventuras en el Tiempo, Cómplices al Rescate, Camaleones)
- Ramiro Torres (Aventuras en el Tiempo, Cómplices al Rescate)
- Martha Sabrina (Rayito de Luz, Aventuras en el Tiempo, Cómplices al Rescate, Alegrijes y Rebujos, Sueños y Caramelos)
- Violeta Isfel (Amigas y Rivales, ¡Vivan los Niños!, Lola: Érase una Vez, Atrévete a Soñar)
- Miguel Martínez (Código F.A.M.A., Alegrijes y Rebujos, Misión S.O.S., Atrévete a Soñar, Play)
- Nashla Aguilar (Código F.A.M.A., Sueños y Caramelos, Atrévete a Soñar)
- Roxana Puente (Código F.A.M.A., Atrévete a Soñar, Play)
- Roberto Carlo (Atrévete a Soñar)
- Daniela Ibáñez (Atrévete a Soñar)
- La Nueva Banda Timbiriche:
  - Yurem Rojas (Serafín, Carita de Ángel, María Belén, De Pocas, Pocas Pulgas, Atrévete a Soñar)
  - Brissia Mayagoitia (Código F.A.M.A.)
  - Tayde Rodzel (Camaleones)
  - Lalo Brito
  - Gaby Sánchez
  - Fernanda Arozqueta

### Invitados especiales
- Tatiana (intérprete de los temas de las telenovelas Gotita de Amor, Carita de Ángel, Amy, la Niña de la Mochila Azul así como canciones infantiles en general)
- Imanol (El Niño Que Vino del Mar, Clase 406, De Pocas, Pocas Pulgas, Código Postal)
- Daniela y su Pandilla:
  - Daniela Luján
  - Martín Ricca
  - Fátima Torre
  - César Michel
  - Odemaris Ruiz
  - Óscar Larios
  - Melina Escobedo
  - Yulyennette Zambrano
- Jonathan Becerra (Código F.A.M.A., Misión S.O.S.)
- Grupo Play (surgido de Código F.A.M.A.):
  - Miguel Martínez
  - Roxana Puente
  - Michelle Álvarez
  - Gladys Gallegos
  - Alejandro Rivera
  - Ánhuar Escalante

## Listado de Canciones
La Nueva Banda
1. "El nuevo timbiriche"
2. "Aunque digas"
3. "Tú, tú, tú"

2000's X Siempre
1. "El diario de Daniela" - Daniela Luján y Martín Ricca
2. "Locos de amor" - Daniela Luján y Martín Ricca
3. "Amigos por siempre" - Martín Ricca, Naidelyn Navarrete y Grisel Margarita
4. "Aventuras en el tiempo" - Ramiro Torres, Roberto Marín y Martha Sabrina, Coros: Naidelyn Navarrete y Grisel Margarita
5. "Carita de ángel" - Daniela Aedo, Coros: Martha Sabrina, Naidelyn Navarrete y Grisel Margarita
6. "Cómplices al rescate" - Grisel Margarita y Fabián Chávez, Coros: Ramiro Torres, Roberto Marín, Martha Sabrina, Naidelyn Navarrete y Daniela Aedo
7. "Amistad" - Daniela Luján y Martín Ricca, Coros: Grisel Margarita, Fabián Chávez, Ramiro Torres, Roberto Marín, Martha Sabrina, Naidelyn Navarrete y Daniela Aedo
8. "La fuerza de la amistad" - Fabián Chávez, Coros: Daniela Luján, Martín Ricca, Grisel Margarita, Ramiro Torres, Roberto Marín, Martha Sabrina, Naidelyn Navarrete y Daniela Aedo
9. "Alcanzar la libertad" - Todos
10. "Superstars" - Violeta Isfel, Nashla y Daniela Ibáñez
11. "Quiero, quiero" - Violeta Isfel, Nashla y Daniela Ibáñez
12. "Las divinas" - Violeta Isfel, Nashla y Daniela Ibáñez
13. "A coro" - Todos
14. "El baile del sapito" - Todos

La Nueva Banda
1. "El nuevo timbiriche"
2. "Aunque digas"
3. "Tú, tú, tú"

2000's X Siempre
1. "El diario de Daniela" - Daniela Luján y Martín Ricca
2. "Locos de amor" - Daniela Luján y Martín Ricca
3. "Amigos por siempre" - Martín Ricca, Naidelyn Navarrete y Grisel Margarita
4. "Aventuras en el tiempo" - Ramiro Torres, Roberto Marín y Martha Sabrina, Coros: Naidelyn Navarrete y Grisel Margarita
5. "Carita de ángel" - Daniela Aedo y Tatiana, Coros: Martha Sabrina, Naidelyn Navarrete y Grisel Margarita
6. "Gotita de amor" -  Tatiana, Coros: Daniela Aedo, Martha Sabrina, Naidelyn Navarrete y Grisel Margarita
7. "Azul como el cielo" -  Tatiana, Coros: Daniela Aedo, Martha Sabrina, Naidelyn Navarrete y Grisel Margarita
8. "Cómplices al rescate" - Grisel Margarita y Fabián Chávez, Coros: Ramiro Torres, Roberto Marín, Martha Sabrina, Naidelyn Navarrete y Daniela Aedo
9. "Amistad" - Daniela Luján y Martín Ricca, Coros: Grisel Margarita, Fabián Chávez, Ramiro Torres, Roberto Marín, Martha Sabrina, Naidelyn Navarrete y Daniela Aedo
10. "La fuerza de la amistad" - Fabián Chávez, Coros: Daniela Luján, Martín Ricca, Grisel Margarita, Ramiro Torres, Roberto Marín, Martha Sabrina, Naidelyn Navarrete y Daniela Aedo
11. "Alcanzar la libertad" - Todos
12. "Superstars" - Violeta Isfel, Nashla, Daniela Ibáñez y Roxana Puente
13. "Quiero, quiero" - Violeta Isfel, Nashla, Daniela Ibáñez y Roxana Puente
14. "Las divinas" - Violeta Isfel, Nashla, Daniela Ibáñez y Roxana Puente
15. "Misión S.O.S." - Miguel Martínez y Naidelyn Navarrete
16. "Alegrijes y rebujos" - Miguel Martínez, Coros: Todos
17. "El baile del sapito" - Todos

La Nueva Banda
1. "El nuevo timbiriche"
2. "Tú, tú, tú"
3. "Amigas y rivales"
4. "Dónde irán?"
5. "A 1000 x hora"
6. "Nuestro amor"
7. "Aunque digas"

2000's X Siempre
1. "Amigos por siempre" - Martín Ricca, Daniela Luján, Fabián Chávez, Naidelyn Navarrete, Violeta Isfel, Roberto Carlo, Miguel Martínez, Coros: Todos
2. "El diario de Daniela" - Daniela Luján y Martín Ricca
3. "Locos de amor" - Daniela Luján y Martín Ricca
4. "Amistad" - Daniela Luján, Coros: Grisel Margarita, Fabián Chávez, Ramiro Torres, Roberto Marín, Martha Sabrina y Naidelyn Navarrete
5. "Amándote" - Violeta Isfel, Nashla, Daniela Ibáñez, Roxana Puente, Miguel Martínez y Roberto Carlo
6. "Carita de ángel" - Daniela Aedo, Coros: Martha Sabrina, Naidelyn Navarrete, Grisel Margarita y Nashla
7. "Azul como el cielo" - Daniela Aedo, Martha Sabrina, Naidelyn Navarrete, Grisel Margarita y Nashla
8. "Aventuras en el tiempo" - Ramiro Torres, Roberto Marín y Martha Sabrina, Coros: Naidelyn Navarrete y Grisel Margarita
9. "Superstars" - Violeta Isfel, Nashla,  Daniela Ibáñez y Roxana Puente
10. "Quiero, quiero" - Violeta Isfel, Nashla,  Daniela Ibáñez y Roxana Puente
11. "Las divinas" - Violeta Isfel, Nashla, Daniela Ibáñez y Roxana Puente
12. "Cómplices al rescate" - Daniela Luján, Fabián Chávez y Grisel Margarita, Coros: Martín Ricca, Ramiro Torres, Roberto Marín, Martha Sabrina y Naidelyn Navarrete
13. "Alegrijes y rebujos" - Miguel Martínez y Nashla, Coros: Todos
14. "Ven conmigo" - Daniela Luján y Martín Ricca, Coros: Fabián Chávez, Grisel Margarita,  Ramiro Torres, Roberto Marín, Martha Sabrina y Naidelyn Navarrete
15. "La fuerza de la amistad" - Fabián Chávez, Grisel Margarita, Martha Sabrina, Naidelyn Navarrete, Roberto Marín, Coros: Todos
16. "Alcanzar la libertad" - Todos
17. "El baile del sapito" - Todos y La Nueva Banda

1. "Amigos por siempre" - Martín Ricca, Daniela Luján, Fabián Chávez, Naidelyn Navarrete, Violeta Isfel, Roberto Carlo, Miguel Martínez, Coros: Todos
2. "El ritmo de la vida" - Martín Ricca, Coros: Todos
3. "Amistad" - Daniela Luján, Coros: Grisel Margarita, Fabián Chávez, Ramiro Torres, Roberto Marín, Martha Sabrina y Naidelyn Navarrete
4. "Amándote" - Violeta Isfel, Nashla, Daniela Ibáñez, Roxana Puente, Miguel Martínez y Roberto Carlo
5. "El nuevo timbiriche" - La Nueva Banda
6. "Superstar/Superstars" - Violeta Isfel, Nashla, Daniela Ibáñez y Roxana Puente
7. "Juntos/Al rescate ya!" - Fabián Chávez, Ramiro Torres, Roberto Marín, Martha Sabrina, Naidelyn Navarrete y Grisel Margarita
8. "Enamorado de Britney Spears" - Todos los hombres
9. "Intoxicado" - La Nueva Banda
10. "Homenaje a Tatiana: Carita de ángel/Gotita de amor/Azul como el cielo" - Daniela Aedo, Martha Sabrina, Naidelyn Navarrete, Grisel Margarita y Nashla
11. "Solo tú/Tú y yo/Yo contigo" - La Nueva Banda
12. "Dos enamorados" - La Nueva Banda
13. "Ha llegado a mi el amor" - Fabián Chávez
14. "Cupido" - Martín Ricca
15. "Es tiempo de jugar/Sueños y caramelos" - Nashla, Coros: Violeta Isfel, Daniela Ibáñez, Roxana Puente, Martha Sabrina, Naidelyn Navarrete y Grisel Margarita
16. "Ya te conseguí/Solo la mitad" - Miguel Martínez, Roberto Carlo y Yurem
17. "Aventuras en el tiempo" - Ramiro Torres, Roberto Marín y Martha Sabrina, Coros: Naidelyn Navarrete y Grisel Margarita
18. "Pasó pasó" - Martín Ricca, Fabián Chávez y Grisel Margarita, Coros: Ramiro Torres, Roberto Marín, Martha Sabrina y Naidelyn Navarrete
19. "Es tiempo de amar" - Daniela Luján, Coros: Martín Ricca, Fabián Chávez, Ramiro Torres y Roberto Marín
20. "Estrella de rock" - Daniela Ibáñez
21. "Sacame a bailar" - Naidelyn Navarrete y Grisel Margarita
22. "Tu rey león/Sabes/12 rosas/Por tu amor" - Miguel Martínez, Fabián Chávez, Ramiro Torres, Roberto Marín, Naidelyn Navarrete, Martha Sabrina y Grisel Margarita
23. "Amor mío" - Roxana Puente y Miguel Martínez, Coros: Violeta Isfel, Nashla, Daniela Ibáñez y Roberto Carlo
24. "Si me besas" - La Nueva Banda y Violeta Isfel
25. "Masoquismo" - Lalo Brito, Coros: La Nueva Banda y Violeta Isfel
26. "Flores Amarillas" - Todas las mujeres
27. "De pocas pocas pulgas" - Yurem y Nashla, Coros: Grisel Margarita, Fabián Chávez, Ramiro Torres, Roberto Marín, Martha Sabrina y Naidelyn Navarrete
28. "Misión SOS" - Miguel Martínez y Naidelyn Navarrete, Coros: Violeta Isfel, Nashla, Daniela Ibáñez, Roxana Puente y Roberto Carlo
29. "Atrevete a soñar/Mundo de caramelo" - Violeta Isfel, Coros: Todos
30. "Telenovelas juveniles: Amigas y rivales/Dónde irán?/A 1000 x hora/Nuestro amor" - La Nueva Banda
31. "Divinas: Quiero quiero/Las divinas/A coro" - Violeta Isfel, Nashla, Daniela Ibáñez, Roxana Puente, Miguel Martínez y Roberto Carlo
32. "Locos de amor" - Daniela Luján y Martín Ricca
33. "Welcome" - Todos los hombres
34. "Tú, tú, tú" - La Nueva Banda
35. "Ven conmigo/La fuerza de la amistad/Alcanzar la libertad" - Todos
36. "Alegrijes y rebujos" - Miguel Martínez y Nashla, Coros: Todos
37. "Aunque digas" - La Nueva Banda, Coros: Todos
38. "El diario de Daniela" - Daniela Luján y Martín Ricca, Coros: Todos
39. "Cómplices al rescate" - Daniela Luján, Fabián Chávez y Grisel Margarita, Coros: Todos
40. "El baile del sapito" - Todos

## Lanzamiento en DVD
El 23 de agosto de 2023 se anunció que el primer concierto con la cual inició la gira, del 12 de octubre, seria grabado para su posterior lanzamiento en DVD y plataformas digitales. El disco en formato físico fue únicamente producido en cantidades limitadas para aquellos que adquirieran boletos para el concierto en la Arena Ciudad de México del 17 de octubre de 2024.

## Discografía
Previo al lanzamiento del DVD de manera física y digital, varios sencillos fueron lanzados para promocionar el material. Cada sencillo fue acompañado de un video musical tomado de la presentación en vivo del 12 de octubre de 2023. El álbum fue lanzado en plataformas digitales el 30 de agosto de 2024 por BOBO Music.

### Álbumes
| 2000's X Siempre (En Vivo Desde El Pepsi Center De La CDMX) | | |          |  |
| N.º                                                         | Título | Escritor(es) | Duración |  |
| 1.                                                          | «De Pocas Pulgas» (Yurem, Nashla, Fabián Chávez, Grisel Margarita, Martha Sabrina, Naidelyn Navarrete, Ramiro Torres, Roberto Marín)              | Rubén Zepeda | 1:34     |  |
| 2.                                                          | «Aventuras En El Tiempo» (Martha Sabrina, Ramiro Torres, Roberto Marín)                                                                           | Alejandro Abaroa, Cristina Abaroa, Pablo Aguirre | 1:41     |  |
| 3.                                                          | «Dos Enamorados» (Lalo Brito, Tay Rodzel) | Jorge Alberto Martínez Guevara | 2:04     |  |
| 4.                                                          | «El Nuevo Timbiriche» (Lalo Brito, Yurem, Tay Rodzel, Brissia, Gaby Sánchez, Fer Arozqueta)                                                       | Guillermo Méndez Guiú | 2:49     |  |
| 5.                                                          | «Ya Te Conseguí / Solo la Mitad» (Miguel Martínez, Roberto Carlo, Yurem)                                                                          | Alejandra Ruiz Ocampo, Mario Alberto Lazcano, Servando Moriche, Primera Musset                                                                                 | 4:22     |  |
| 6.                                                          | «Mundo de Caramelo» (Violeta Isfel) | Carlos Law, Pedro Dabdoub | 2:08     |  |
| 7.                                                          | «Tu Rey León / Sabes / 12 Rosas / Por Tu Amor» (Fabián Chávez, Martha Sabrina, Miguel Martínez, Naidelyn Navarrete, Ramiro Torres, Roberto Marín) | Aabaroa, Alejandro Carballo Pérez, C. Abaroa, José Martínez Velázquez, Labriola Antonio, Luigi Albertelli, Maricelo González, Pablo Aguirre, Vicenzo Malepasso | 5:47     |  |
| 8.                                                          | «Solo Tú / Tú y Yo / Yo Contigo» (Gaby Sánchez, Fer Arozqueta, Brissia, Lalo Brito, Yurem)                                                        | A. Abaroa, C. Abaroa, Jesse Eduardo Huerta Uecke, Tirzah Joy Huerta Uecke, P. Aguirre                                                                          | 5:21     |  |
| 9.                                                          | «Sueños y Caramelos» (Nashla) | Law, Dabdoub | 1:59     |  |
| 10.                                                         | «Superstars / Superstar» (Daniela Ibáñez, Nashla, Roxana Puente, Violeta Isfel)                                                                   | Eduardo Manuel Moreno, Mario Iván Contreras, Óscar Schwebel Arizmendi                                                                                          | 4:42     |  |
| 11.                                                         | «Welcome» (Fabián Chávez, Lalo Brito, Martín Ricca, Miguel Martínez, Ramiro Torres, Roberto Carlo, Roberto Marín, Yurem)                          | Ettore Grenci, Jaime Flores GG, Schwebel | 3:48     |  |

Nota: La edición estándar del disco únicamente contiene 11 temas, excluyendo los 29 sencillos promocionales.

### Sencillos
- 2024: «El diario de Daniela»[38]
- 2024: «Aunque digas»[39]
- 2024: «Flores amarillas»[40]
- 2024: «Amándote»[41]
- 2024: «Alegrijes y rebujos»[42]
- 2024: «Ven conmigo / La fuerza de la amistad / Alcanzar la libertad»[43]
- 2024: «Amigos por siempre»[44]
- 2024: «Sácame a bailar»[45]
- 2024: «El baile del sapito»[46]
- 2024: «Pasó pasó»[47]
- 2024: «Enamorado de Britney Spears»[48]
- 2024: «Masoquismo»[49]
- 2024: «Amor mío»[50]
- 2024: «Telenovelas juveniles: Amigas y rivales / A 1000 x hora / Dónde irán? / Nuestro amor»[51]
- 2024: «El ritmo de la vida»[52]
- 2024: «Locos de amor»[53]
- 2024: «Estrella de rock»[54]
- 2024: «Ha llegado a mi el amor»[55]
- 2024: «Tú, tú, tú»[56]
- 2024: «Homenaje a Tatiana: Carita de ángel / Gotita de amor / Azul como el mar»[57]
- 2024: «Cupido»[58]
- 2024: «Si me besas»[59]
- 2024: «Divinas: Quiero quiero / Las divinas / A coro»[60]
- 2024: «Juntos / Al rescate ¡ya!»[61]
- 2024: «Amistad»[62]
- 2024: «Intoxicado»[63]
- 2024: «Es tiempo de amar»[64]
- 2024: «Misión S.O.S.»[65]
- 2024: «Cómplices al rescate»[66]

## Fechas de la gira
| Fecha                   | Ciudad           | País   | Lugar                               | Notas                                                                                                  |
| ----------------------- | ---------------- | ------ | ----------------------------------- | --- |
| 5 de agosto de 2023     | Ciudad de México | México | Arena Ciudad de México              | Como invitados especiales en la gira 2000's Pop Tour.                                                  |
| 26 de agosto de 2023    | Monterrey        | México | Arena Monterrey                     | Como invitados especiales junto con Tatiana en la gira 2000's Pop Tour.                                |
| 10 de noviembre de 2023 | Guadalajara      | México | Auditorio Telmex                    | Como invitados especiales en la gira 2000's Pop Tour.                                                  |
| 12 de octubre de 2023   | Ciudad de México | México | Pepsi Center                        | Primera fecha oficial de la gira independiente. Se graba esta presentación para su lanzamiento en DVD. |
| 28 de octubre de 2023   | Querétaro        | México | Auditorio Josefa Ortiz de Domínguez | |
| 7 de marzo de 2024      | Ciudad de México | México | Arena Ciudad de México              | Invitados especiales: Imanol, Daniela y Su Pandilla, Tatiana.                                          |
| 22 de marzo de 2024     | Guadalajara      | México | Teatro Diana                        | Invitados especiales: Imanol, Daniela y Su Pandilla                                                    |
| 23 de marzo de 2024     | Puebla           | México | Complejo Cultural Universitario     | Invitados especiales: Imanol, Daniela y Su Pandilla                                                    |
| 20 de abril de 2024     | Mérida           | México | Auditorio La Isla                   | Invitados especiales: Imanol, Daniela y Su Pandilla                                                    |
| 14 de junio de 2024     | Monterrey        | México | Arena Monterrey                     | Invitados especiales: Imanol, Daniela y Su Pandilla, Jonathan Becerra, Grupo Play                      |
| 27 de julio de 2024     | Acapulco         | México | Arena GNP Seguros                   | Concierto especial titulado 2000's X Acapulco en colaboración con Motel, Nikki Clan, Kudai y Pee Wee   |
| 17 de octubre de 2024   | Ciudad de México | México | Arena Ciudad de México              | Invitados especiales: Imanol, Daniela y Su Pandilla, Tatiana, Jonathan Becerra, Grupo Play             |

### Fechas canceladas
| Fecha                   | Ciudad   | País   | Lugar | Razón       |
| ----------------------- | -------- | ------ | ----- | ----------- |
| 26 de noviembre de 2023 | Veracruz | México | WTC   | Desconocida |